# Eva Michaelis-Stern
Eva Michaelis-Stern (geboren als Eva Stern 29. Dezember 1904 in Breslau; gestorben 1992 in Jerusalem) war eine deutsch-israelische Sozialarbeiterin.

## Leben

Eva Sterns Familie vor 1914

Eva Stern war eine Tochter des Psychologieprofessors William Stern und der Clara Joseephy. Ihre Geschwister waren die Sozialarbeiterin Hilde Marchwitza und der Schriftsteller Günther Anders.
Stern besuchte von 1916 bis 1920 in Hamburg das jüdische Lyceum Loewenberg und die evangelische Klosterschule. Sie schloss sich der zionistischen Jugendbewegung Brith Haolim an. Stern absolvierte eine Ausbildung als Turnlehrerin in Hamburg und Breslau und arbeitete als Turnlehrerin in Hamburg und ehrenamtlich als Übungsleiterin im Jüdischen Volksheim in Altona. 1928 ging sie in das Kinder- und Jugenddorf Ben Shemen in Palästina, um auch hier Gymnastik zu unterrichten, wurde aber krank und musste nach Deutschland zurückkehren. Stern arbeitete nun als Gymnastiklehrerin im Jüdischen Volksheim in Berlin. 1932 wurde sie Mitgründerin und für die nächsten Jahre hauptamtliche Direktorin bei der Berliner Arbeitsgemeinschaft für Kinder- und Jugend-Alijah und reiste zu Vorträgen im In- und Ausland. Nach der Machtübergabe an die Nationalsozialisten 1933 verhalf sie Juden, die von der Gestapo verhaftet worden waren, so ihrer Schwester und ihrer Schwägerin Hannah Arendt, bei der Haftentlassung. Im Dezember 1937 wurde sie zu Adolf Eichmann zum Sicherheitsdienst (SD) vorgeladen und von ihm beschuldigt, bei ihren Auslandsaufenthalten antideutsche Propaganda zu verbreiten, und er verbot ihr ab sofort jegliche Tätigkeit für die Alijah. Ihren Reisepass hatte sie vorsorglich nicht dabei, so dass er ihr nicht abgenommen werden konnte. Stern bereitete daraufhin ihre Flucht vor. Im Unterschied zu Hannah Arendt vertrat sie später nicht die Meinung, dass Eichmann nur ein Rädchen im Getriebe des Holocaust darstellte. 
Im März 1938 kam sie nach Palästina und heiratete dort den ebenfalls aus Deutschland geflohenen zionistischen Funktionär (Adolf Paul) Dolf Michaelis; sie hatten einen Sohn. Michaelis-Stern wurde von Henrietta Szold beauftragt, das europäische Hauptbüro der Alijah nach London zu verlegen, und sie arbeitete dort bis Kriegsende für die Rettung Jugendlicher aus Europa. 1945 kehrte sie nach Palästina zurück und leitete bis 1952 die internationale Abteilung der Alijah in Jerusalem. Michaelis-Stern widmete sich danach ehrenamtlich der Arbeit mit behinderten Kindern. 

## Schriften (Auswahl)
- Tragt ihn mit Stolz, den gelben Fleck! In: F. A. Krummacher. Manès Sperber (Red.): Die Kontroverse : Hannah Arendt, Eichmann und die Juden. Nymphenburger, München 1964, S. 152–160.
- Eva Stern Michaelis; Dolf Michaelis: William Stern, 1871–1938: the man and his achievements. Jerusalem 1971.
- Dolf Michaelis; Eva Stern Michaelis: Emissaries in wartime London, 1938–1945. Hamaatik Press, Jerusalem 1989.
- Zum Gedenken an Gertrud Bondy, in: Wolf-Dieter Hasenclever (Hrsg.): Pädagogik und Psychoanalyse. Peter Lang, Frankfurt am Main 1990, ISBN 3-631-42995-9.